# 陶里夫
49°32′30″N 25°16′38″E / 49.54167°N 25.27722°E
陶里夫（羅馬化：Tauriv）是位於烏克蘭西部特諾皮爾州特諾皮爾區的村莊，始建於1599年，面積0.27平方公里，2001年人口1,060，人口密度每平方公里3,868.6人。